# Sylvie Lucas

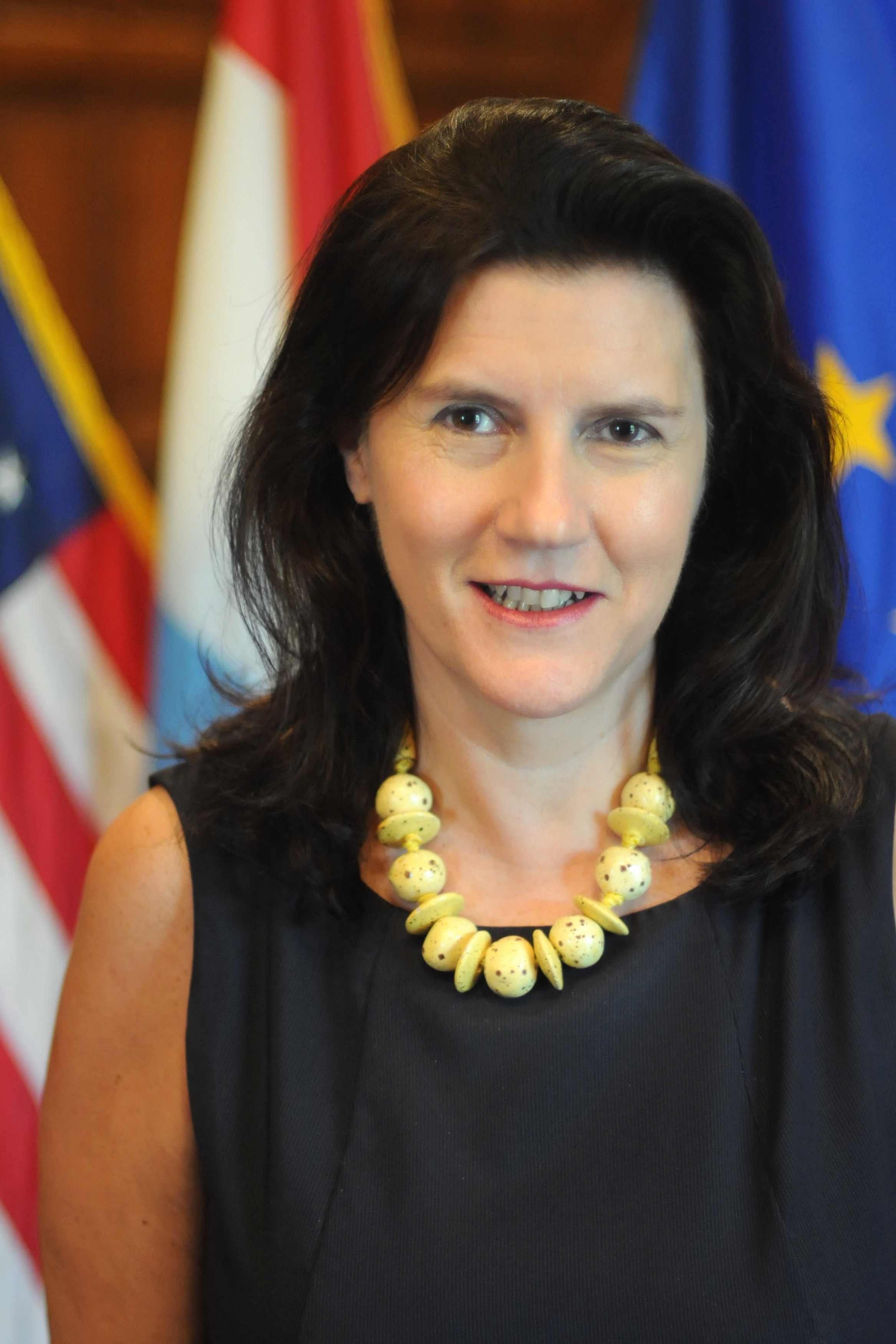
Sylvie Lucas

Sylvie Lucas (* 30. Juni 1965) ist eine luxemburgische Diplomatin und seit 2024 luxemburgische Botschafterin in Deutschland.

## Leben
Sylvie Lucas absolvierte 1988 erfolgreich ein Studium der Geschichtswissenschaften an der Universität Straßburg und im folgenden Jahr einen Master of Arts in „European Political and Administrative Studies“ am College of Europe in Brügge.
Ab April 1990 arbeitete sie im Ministerium für Auswärtige Angelegenheiten Luxemburgs, im August 1995 wechselte sie als stellvertretende Ständige Vertreterin bei den Vereinten Nationen nach New York City. Im April 2000 wurde sie stellvertretende Leiterin der Abteilung für Politische Angelegenheiten im luxemburgischen Ministerium für auswärtige und europäische Angelegenheiten. Von August 2003 bis September 2004 war sie luxemburgische Botschafterin in Portugal, bevor sie an das Außenministerium zurückging und dort Leiterin der Abteilung wurde.
Von August 2008 bis August 2016 war sie ständige Vertreterin bei den Vereinten Nationen. In dieser Zeit fiel ihre luxemburgische Präsidentschaft im Wirtschafts- und Sozialrat der Vereinten Nationen und die Vertretung des nichtständigen Sitzes Luxemburgs im UN-Sicherheitsrat (2013/14).
Im August 2016 wurde sie luxemburgische Botschafterin in den Vereinigten Staaten und nicht-residierende Botschafterin für Kanada, Mexiko, Nicaragua und El Salvador. Drei Jahre später wurde sie nach Luxemburg zurückbeordert und Generalsekretärin des Ministeriums für Auswärtiges und europäische Angelegenheiten. Von August 2022 bis August 2024 agierte sie als Ständige Vertreterin Luxemburgs bei der Europäischen Union.
Im August 2024 ging sie als luxemburgische Botschafterin in Deutschland nach Berlin und wurde Anfang September akkreditiert.